# US Boulogne
Union Sportive de Boulogne Côte d'Opale is een Franse voetbalclub uit Boulogne-sur-Mer in het departement Pas-de-Calais.
De nabijheid van Engeland, de moeder van het voetbal zorgde ervoor dat de club al in 1898 opgericht werd, als US Boulonnaise. Van 1904 tot 1906, 1909 en 1922 werd de club kampioen van de kustregio. In 1926 was de club kampioen van Noord-Frankrijk.
In 1936 veranderde de club zijn naam in US de Boulogne en nam in 1997 zijn huidige naam aan. De club speelde in het seizoen 1939/40 in de hoogste klasse. Dit was onder de oorlog en is daarom niet officieel.
In 2005 promoveerde de club als kampioen vanuit vierde klasse (amateur) naar de derde klasse (professioneel) en in 2007 volgde een promotie naar de Ligue 2 (tweede klasse) en kon daar klasse behoud verzekeren. In 2009 begon de club erg goed aan de competitie en was lange tijd op weg naar promotie, maar slabakte dan. Aan het einde van het seizoen kwam de club weer sterk terug en kon zich op de laatste speeldag verzekeren van een promotie. Na het seizoen 2009/10 degradeerde Boulogne terug naar de Ligue 2. Twee seizoenen later degradeerde de club zelfs naar de Championnat National.

## Erelijst
- Kampioen CFA

2005

## Eindklasseringen
- 1948 3e
Niveau 5
- 1949 3e
Niveau 4
- 1950 5e
Niveau 4
- 1951 12e
Niveau 4
- 1952 1e
Niveau 5
- 1953 5e
Niveau 4
- 1954 3e
Niveau 4
- 1955 10e
Niveau 4
- 1956 9e
Niveau 4
- 1957 5e
Niveau 4
- 1958 10e
Niveau 4
- 1959 12e
Niveau 4
- 1960 19e
Division Interrégionale
- 1961 10e
Division Interrégionale
- 1962 14e
Division Interrégionale
- 1963 6e
Division Interrégionale
- 1964 15e
Division Interrégionale
- 1965 5e
Division Interrégionale
- 1966 9e
Division Interrégionale
- 1967 13e
Division Interrégionale
- 1968 18e
Division Interrégionale
- 1969 21e
Division Interrégionale
- 1970 6e
Division Interrégionale
- 1971 4e
Division Interrégionale
- 1972 5e
Division Interrégionale
- 1973 2e
Division 2
- 1974 4e
Division 2
- 1975 9e
Division 2
- 1976 14e
Division 2
- 1977 14e
Division 2
- 1978 11e
Division 2
- 1979 16e
Division 2
- 1980 15e
Division 3
- 1981 10e
Division 4
- 1982 13e
Division 4
- 1983 1e
Niveau 5
- 1984 3e
Division 4
- 1985 8e
Division 4
- 1986 4e
Division 4
- 1987 3e
Division 4
- 1988 3e
Division 4
- 1989 9e
Division 4
- 1990 5e
Division 4
- 1991 3e
Division 4
- 1992 11e
Division 3
- 1993 11e
Division 3
- 1994 16e
National 2
- 1995 10e
National 2
- 1996 3e
National 2
- 1997 4e
National 2
- 1998 2e
National 2
- 1999 12e
CFA
- 2000 3e
CFA
- 2001 1e
CFA
- 2002 17e
National
- 2003 5e
CFA
- 2004 11e
CFA
- 2005 1e
CFA
- 2006 5e
National
- 2007 2e
National
- 2008 16e
Ligue 2
- 2009 3e
Ligue 2
- 2010 19e
Ligue 1
- 2011 8e
Ligue 2
- 2012 19e
Ligue 2
- 2013 13e
National
- 2014 14e
National
- 2015 7e
National
- 2016 11e
National
- 2017 9e
National
- 2018 7e
National
- 2019 6e
National
- 2020 3e
National
- 2021 15e
National
- 2022 17e
National
- 2023 9e
National 2
- 2024 1e
National 2
- 2025 3e
National

- Niveau 1
- Niveau 2
- Niveau 3
- Niveau 4
- Niveau 5

## Bekende (ex-)spelers
- N'Golo Kanté
- Franck Ribéry

## Trainer-coaches
- Philippe Montanier (2004-2009)